# Nomos Janina

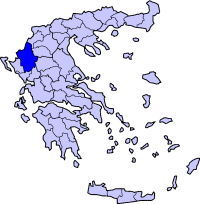
Prefektura Janina w Grecji

Janina albo Joanina (gr. Ιωάννινα) – do końca 2010 roku prefektura w północno-zachodniej Grecji, w regionie administracyjnym Epir, przy granicy z Albanią. Graniczyła od zachodu z prefekturą Tesprotia, od południa z prefekturami Preweza i Arta (wszystkie w regionie Epir), a od wschodu z Kastorią i Greweną z regionu Macedonia Środkowa oraz Trikalą z regionu Tesalia. Powierzchnia prefektury wynosiła 4990 km², zamieszkiwało ją 174,607 osób (stan z roku 2005). Ośrodkiem administracyjnym było miasto Janina.

## Warunki naturalne
Teren prefektury w przeważającej części zajmowały łańcuchy górskie: Tymfi, Lakios, Kserowunio, Tomaros i Grammos, stanowiące w większości część pasma gór Pindos. Tereny nadające się pod uprawę koncentrują się wokół miasta Janina nad jeziorem o tej samej nazwie.